# Honigfrauen
Honigfrauen ist ein dreiteiliger deutscher Fernsehfilm des niederländischen Regisseurs Ben Verbong aus dem Jahr 2017.

## Handlung

### Teil 1 –Urlaub im Paradies
Sommer 1986. Die beiden Erfurter Schwestern Catrin und Maja Streesemann beschließen, erstmals ohne ihre Eltern und per Anhalter ins Ausland zu reisen. Ziel ist der Balaton in Ungarn. Während die jungen Frauen schon sehr aufgeregt sind, bekommt ihre Mutter Bedenken, denn sie hat erfahren, dass Catrins leiblicher Vater Erik Waller, der seit dem Mauerbau vor 25 Jahren im Westen lebt, ebenfalls auf dem Weg zum Balaton ist und dort Kontakt zu seiner Tochter aufnehmen will.
Am Campingplatz angekommen, finden die Schwestern schnell Anschluss. Obwohl sich Catrin mit Zeltnachbar Rudi Hartwig aus Mühlhausen anfreundet, lässt sie sich auch zusammen mit Maja von Hotelchef Tamás, dem Geschäftsführer der nahe gelegenen Balatonresidenz, von den Vorzügen seines Luxushotels überzeugen. Hier werden Frauen aus der DDR gern Honigfrauen genannt, weil sie so „süß“ und „natürlich“ sind. Auch Tamás genießt die unbeschwerte Art der Schwestern und lädt sie tagsüber als Gäste in das Hotel ein. In einem Raum voller zurückgelassener Dinge von Hotelgästen dürfen sie sich Schuhe und Kleidungsstücke aussuchen und fühlen sich wie im Paradies. Doch Maja spürt, dass Tamás ein Geheimnis umgibt; und sie findet heraus, dass er als Schleuser hilft, Menschen in den Westen zu bringen. Catrin ahnt indessen nicht, dass ausgerechnet Zeltnachbar Rudi den Auftrag hat, diesen Schleuserring „auffliegen“ zu lassen.

### Teil 2 –Verrat im Paradies
Mutter Kirsten will verhindern, dass Catrins Vater Erik im Ungarnurlaub den Kontakt zu seiner Tochter findet. Sie überredet ihren Mann Karl kurzerhand dazu, den Töchtern hinterherzufahren. Doch sie verschweigt ihm den wahren Grund und gibt vor, dass Catrin krank geworden sei. Catrin ist verwirrt, als sie auf dem Zeltplatz plötzlich ihre Eltern antrifft. Da Maja die Nacht mit Tamás im Hotel Balatonresidenz verbracht hat, eilt Catrin in die Stadt, um ihre Schwester vor dem unerwarteten Besuch zu warnen, und erfährt so das Geheimnis von Tamás’ illegalen Aktivitäten. In ihrer Naivität erzählt sie Rudi davon, der einen gerade geplanten Deal umgehend seinem Mittelsmann weiterleitet. Das hat zur Folge, dass der Fluchtversuch scheitert und der Flüchtende dabei sogar ums Leben kommt. Catrin ist entsetzt und befürchtet Konsequenzen für Maja als Mitwisserin, was durch Rudis Vorsorge aber nicht eintritt. Maja ist für ihn nach wie vor die wichtigste Kontaktperson zu Tamás, der ihr inzwischen sogar einen Heiratsantrag gemacht hat. Unter dem Vorwand, die Familie schützen zu wollen, zieht Rudi Majas Vater ins Vertrauen und weiht ihn über seine Aktivitäten als Inoffizieller Mitarbeiter ein. Auch wenn Karl zunächst erschrocken und brüskiert ist, lässt er sich von Rudi überzeugen, seinen staatsbürgerlichen Pflichten nachzukommen. Er wahrt Rudis Geheimnis und versucht, seine Familie ähnlich zu beeinflussen.
Kirsten trifft sich auf dem Campingplatz heimlich mit Erik, um ihm klarzumachen, dass er gänzlich aus ihrem Leben verschwinden soll. Sie kann so ein Zusammentreffen mit Catrin verhindern, die bis dato gar nicht weiß, dass Karl Streesemann nicht ihr biologischer Vater ist. Von Maja muss die Familie erfahren, dass sie fest entschlossen ist, Tamás zu heiraten, und nicht mit zurück in die DDR kommt.

### Teil 3 –Hochzeit im Paradies
Familie Streesemann ist auf dem Weg nach Ungarn zu Majas Hochzeit. Catrin ist seit dem Balatonurlaub fest mit Rudi zusammen, der deshalb ebenfalls mit dabei ist. Unterwegs kommen Catrin Zweifel an Rudis Ehrlichkeit, doch kann er diese vorerst erfolgreich ausräumen. Im Hotel Balatonresidenz angekommen, gibt es für Catrin eine große Überraschung, denn ihre Mutter hat Erik ebenfalls eingeladen. Gegen Kirstens Willen verrät dieser Catrin später, dass er ihr Vater ist.
Zusätzlich bittet Tamás sie um einen großen Gefallen. Ein DDR-Bürger, der aus dem Land geschleust werden sollte, ist überraschend verhaftet worden. Seine kleine Tochter blieb in Ungarn zurück und müsste nun über die Grenze zu ihrer Mutter nach Österreich gebracht werden, wobei Catrin helfen soll. Aufgrund abgehörter Telefonate weiß zwar auch Rudi davon, ahnt aber nicht, dass seine Freundin das Kind zur Grenze bringen will. Als er davon erfährt, informiert er Tamás, der Catrin noch vor der Grenze abfangen lässt und sie so davor bewahren kann, in eine Falle zu geraten. Nun wird allen offenbar, dass Rudi ein IM der Stasi ist und auch Karl Streesemann für seine Zwecke missbraucht hat. Da Rudi Catrin ehrlich liebt, sichert er als Wiedergutmachung zu, einen Reisepass der BRD zu besorgen, sodass Erik das Kind mit über die Grenze nehmen kann. Damit das problemlos vonstattengeht, reist Maja, ebenfalls mit einem falschen Pass ausgestattet, als Mutter des Kindes mit. Wieder zurück in Ungarn verlebt sie noch ein paar unbeschwerte Tage mit ihrer Familie am Balaton. Catrin ist sich nicht sicher, ob sie sich von Rudi trennen wird, der in Tränen aufgelöst gesteht, sich ein Leben ohne sie nicht vorstellen zu können.

## Produktion
Die Dreharbeiten fanden vom 26. Juli bis 25. Oktober 2016 in Ungarn statt.

## Rezeption

### Kritiken
„Warum das Trio die übersichtliche Geschichte von Honigfrauen als Dreiteiler konzipiert hat, bleibt dennoch ein Rätsel“, urteilte Tilmann P. Gangloff in der Frankfurter Rundschau. „Ein erklecklicher Teil der 270 Minuten geht für die immer wieder gleichen belanglosen Einstellungen von See und Swimmingpool drauf, ganz zu schweigen von den vielen Redundanzen; jeder der drei Filme hätte sich problemlos in der halben Zeit erzählen lassen“.
Viktoria Degner von der Hessischen/Niedersächsischen Allgemeinen befand, dass der Mehrteiler „an vielen Stellen überfrachtet“ wirke: „Der Zuschauer kann sich nicht ganz und gar auf dieses große Urlaubsabenteuer einlassen, das ausgeschmückt ist mit schlagfertigen Dialogen und einer glaubhaften Kulisse. Der Grund dafür ist simpel: Der Regisseur wollte zu viel – Sonne, Sommer und Liebe am Strand des Plattensees einerseits, verpackt in historisch höchst relevanten Stoff auf der anderen Seite“.
„Ein gutes Stück Sommerkomödie, ein wenig Romantik, eine gute Prise Zeitgefühl-Kapsel, viel Historiendrama und auch eine großzügige Prise Stasi-Agententhriller: Honigfrauen ist ein interessanter Genremix“, befand Sidney Schering von Quotenmeter.de. „Ist Teil eins noch der sommerlichste, leichtgängigste, überschlagen sich im zweiten Part die Entwicklungen, ehe der dritte Film die spannende, dramatische Zuspitzung darstellt. Bis zum Schluss kehrt das Urlaubsfeeling aber verlässlich für einige Augenblicke zurück – etwa aufgrund des verspielten 80er-Produktionsdesigns oder des mit Chartstürmern vollgepackten Soundtracks. Vor allem aber halten Gröschel und Gerhardt als schlagfertiges, charmantes Schwestern-Duo die unterhaltsame Stimmung aufrecht – ohne je so leichtfüßig zu spielen, dass sie das Drama unterwandern würden.“
Michael Hanfeld von der Frankfurter Allgemeinen Zeitung resümierte: „Der nur scheinbar harmlose Dreiteiler Honigfrauen ist eine klug bestückte Mogelpackung, deren Inhalt sich allmählich offenbart. Was zu Beginn harmlos scheint, entwickelt sich zu einer Geschichte, welche in einer ungewohnt dezenten Tonalität von der jüngeren deutschen Geschichte erzählt. Es gibt komödiantische Elemente, es geht um Familienbande, Liebe und Verrat, Flucht und Unterdrückung. An Dramatik, die nicht aufgesetzt wirkt, herrscht kein Mangel, die Szenerie ist fanatisch detailgetreu gestaltet [...] Die Charaktere wiederum sind hinreichend differenziert angelegt, die Schauspieler herauszufordern“.

### Einschaltquoten
| Datum         | Folge                | Zuschauer      | Zuschauer   |
| Datum         | Folge                | Reichweite     | Marktanteil |
| ------------- | -------------------- | -------------- | ----------- |
| 23. Apr. 2017 | Urlaub im Paradies   | 5,43 Millionen | 14,6 %      |
| 30. Apr. 2017 | Verrat im Paradies   | 4,21 Millionen | 13,6 %      |
| 7. Mai 2017   | Hochzeit im Paradies | 4,55 Millionen | 12,8 %      |